# Sportovní klub Královo Pole Brno
Lo Sportovní klub Královo Pole Brno è una società di pallacanestro femminile di Brno, in Repubblica Ceca.
È stata finalista di Coppa Ronchetti nel 1981-1982.

## Palmarès
- Coppa della Repubblica Ceca: 1

2017-18
- Central Europe Women's League: 1

2016-17